# Arraias
Arraias là một đô thị thuộc bang Tocantins, Brasil. Đô thị này có diện tích 5786,844 km², dân số năm 2007 là 10626 người, mật độ 1,84 người/km².